# جنگ جریان
جنگ جریان (به انگلیسی: The Current War) یک فیلم درام تاریخی آمریکایی به کارگردانی آلفونسو گومز-رخون محصول سال ۲۰۱۷ است که در سال ۲۰۱۹ اکران شد. از بازیگران آن می‌توان به بندیکت کامبربچ در نقش توماس ادیسون، مایکل شنون در نقش جرج وستینگهاوس، نیکلاس هولت در نقش نیکولا تسلا و تام هالند در نقش ساموئل اینسول اشاره کرد. این فیلم رقابت بین توماس ادیسون و جرج وستینگهاوس در جنگ جریان‌ها را به نمایش می‌گذارد. مارتین اسکورسیزی و استیون زایلیان از تهیه‌کنندگان اجرایی این فیلم هستند.

## داستان
داستان فیلم جنگ جریان، رقابت بین دو تن از برترین و نابغه‌ترین مخترعان جهان یعنی توماس ادیسون و جرج وستینگهاوس را در جنگ جریان‌ها به نمایش می‌گذارد که سعی در تغییر دادن تفکرات مردم درباره انرژی،برق و سیستم الکتریکی دارند و می‌خواهند برترین نیروی قرن جدید را به مردم جهان نشان دهند، در همین حال رقیب دیگری هم به نام نیکولا تسلا وارد رقابت بین آنها می‌شود.

## بازیگران
- بندیکت کامبربچ در نقش توماس ادیسون
- مایکل شنون در نقش جرج وستینگهاوس
- نیکلاس هولت در نقش نیکولا تسلا
- کاترین واترستون در نقش مارگاریت واکر
- تام هالند در نقش ساموئل اینسول
- سیمون منیوندا در نقش لوئیس لاتیمر
- استنلی تاوسند در نقش فرانکلین پاپ
- متیو مک‌فادین در نقش جی.پی. مورگان